# 桑傑斯
桑杰斯（Bishop Esteban Sánchez de las Heras, O.P.1851年8月3日—1893年10月14日）西班牙多明我会传教士、福建南境宗座代牧区第三任主教（1895 - 1896），在华传教18年（1878-1896）。
1851年8月3日，桑杰斯出生于西班牙纳瓦拉省的杜德拉Tudela。1878年（27岁）晋升神父。同年抵达马尼拉后，受差遣来华。
1895年1月19日，桑杰斯区会长被任命为福建南境宗座代牧区第三任主教，领 Zaraï 主教衔。同年5月12日举行祝圣仪式。1896年6月21日去世，年仅44岁。